# Leatherheads
Leatherheads is een Amerikaanse film uit 2008 van regisseur/acteur George Clooney. De hoofdrollen worden vertolkt door Clooney zelf, Renée Zellweger, Jonathan Pryce en John Krasinski. De film focust zich op de begindagen van het American football en is een eerbetoon aan de vroegere screwball comedy films.

## Verhaal
Het is 1925 wanneer de charmante sportman Dodge Connolly droomt van grootse wedstrijden met zijn team. Maar de sport, American football, lijdt onder imago- en geldproblemen. Sponsors trekken zich terug en Connolly gaat op zoek naar een oplossing. Hij vraagt zijn vriend Carter Rutherford om zich aan te sluiten bij zijn team. Rutherford is de ideale schoonzoon. Hij is een oorlogsveteraan en een knappe man. Bovendien blijkt hij ook een geweldige sportman te zijn.
De eigenzinnige journaliste Lexie Littleton vermoedt dat er meer aan de hand is. Ze twijfelt aan de achtergrond van Rutherford en gaat op onderzoek uit. Ondertussen krijgen zowel Connolly als Rutherford gevoelens voor haar. De twee strijden om haar aandacht, zowel binnen als buiten het team. En de zaken worden nog vervelender wanneer Rutherford besluit om van team te veranderen.

## Rolverdeling
- George Clooney - Dodge Connolly
- Renée Zellweger - Lexie Littleton
- John Krasinski - Carter Rutherford
- Jonathan Pryce - CC
- Stephen Root - Suds
- Wayne Duvall - Coach Frank Ferguson
- Mike O'Malley - Mickey

## Trivia
- Leatherheads is in zekere zin een eerbetoon aan de vroegere screwball comedy films. Deze komedies kenmerkten zich door personages die van identiteit veranderen en/of hopeloos proberen om een bepaalde zaak geheim te houden, met (grappige) verwarrende situaties als gevolg. Bekende films uit het genre zijn: Some Like It Hot, The Philadelphia Story en It Happened One Night.
- Het scenario van de film bestond al sinds 1993. In die periode was het in handen van regisseur Steven Soderbergh. Hij stelde jaren later aan de filmstudio voor om zijn vriend George Clooney het scenario te laten verfilmen.
- Het personage Carter Rutherford is gedeeltelijk gebaseerd op football-legende Red Grange.